# نازيم خالد
نازيم خالد (بالفرنسية: Nazim Khaled)‏ هو ملحن فرنسي، ولد في 3 سبتمبر 1986 في مارسيليا في فرنسا.

## روابط خارجية
- نازيم خالد على موقع ألو سيني (الفرنسية)
- نازيم خالد على موقع ميوزك برينز (الإنجليزية)
- نازيم خالد على موقع ميوزك برينز (الإنجليزية)
- نازيم خالد على موقع أول ميوزيك (الإنجليزية)
- نازيم خالد على موقع ديسكوغز (الإنجليزية)